# 치쿠젠니

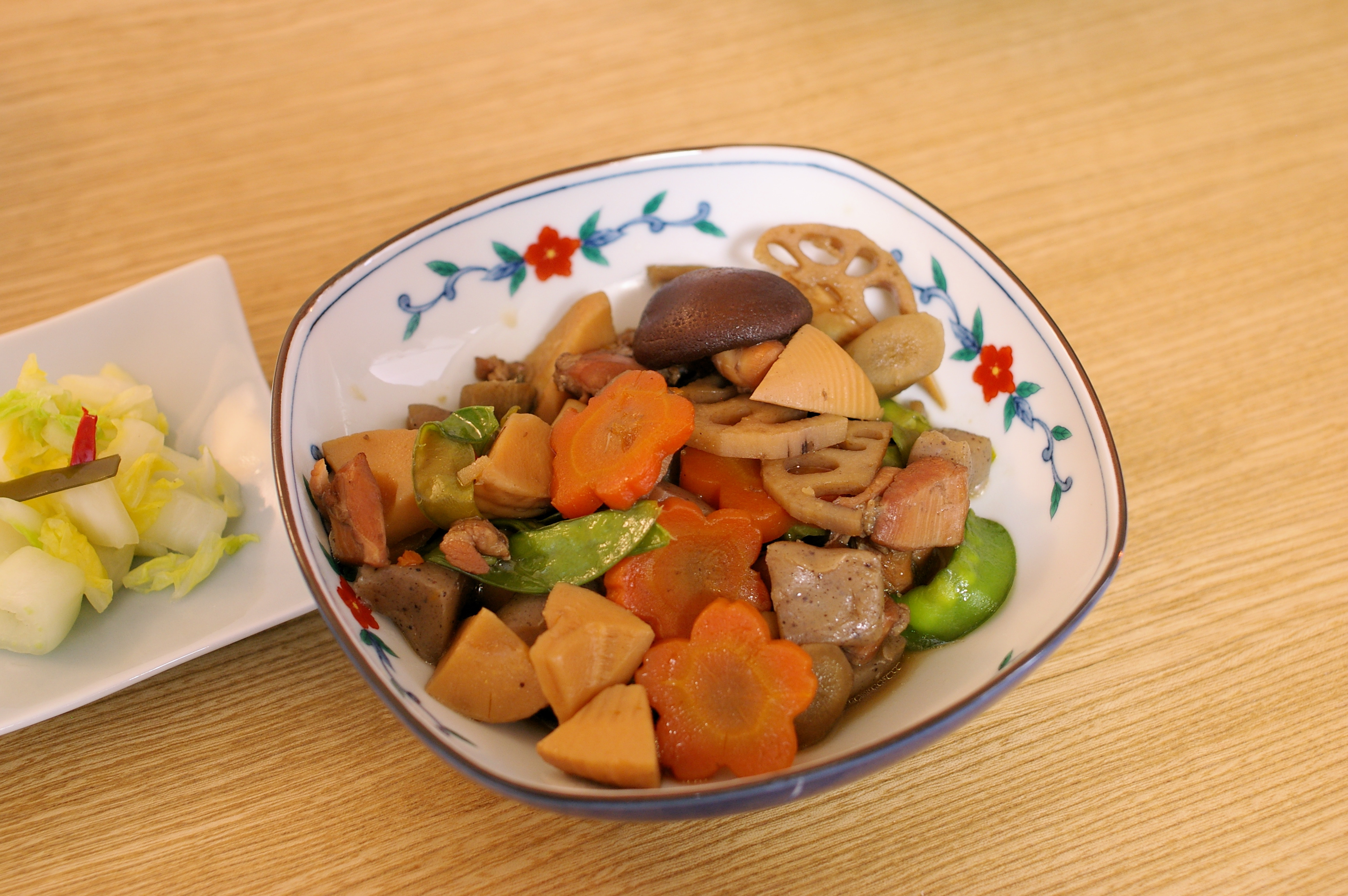

치쿠젠니(筑前煮, chikuzen-ni)는 일본 규슈 북부에서 시작된 요리로 닭고기와 야채를 찐 요리이다. 일본에서는 새해를 맞이할 때 자주 먹는다.

## 역사와 어원
치쿠젠니는 역사적인 치쿠젠국(현 후쿠오카 현)의 이름을 따서 명명되었다. 이 요리는 원래 가메니(がめ煮)라고 불렸는데, "모으다"를 의미하는 하카타 방언 동사 "가메쿠리코무"에서 유래했을 것으로 추정한다(재료를 모으고 함께 요리하는 방법 때문에). 다른 설은 임진왜란 때 한국에 주둔한 일본군이 닭 대신에 도부가메(どぶがめ)라는 거북이를 사용했고, 그 요리를 게임니(がめ煮)라고 불렀다는 설도 있다.
오늘날에는 거북이 고기 대신 닭고기를 사용한다. 일본 행정자치부에 따르면 닭고기와 우엉은 일본 후쿠오카에서 가장 많이 소비된다. 치쿠젠니를 만드는 가구수가 많기 때문으로 여겨진다.

## 준비 및 서빙
먼저 재료를 기름에 함께 볶는다. 육수, 표고버섯 육수, 미림(찹쌀 조미료)을 넣고 끓이다가 닭고기가 익도록 한다. 토란뿌리, 말린 표고버섯, 곤약, 우엉, 연근, 당근을 넣고 야채가 부드러워질 때까지 끓인다. 때로는 야채가 완전히 익은 후에 완두콩을 추가한다.